# Rodrigo Pederneiras

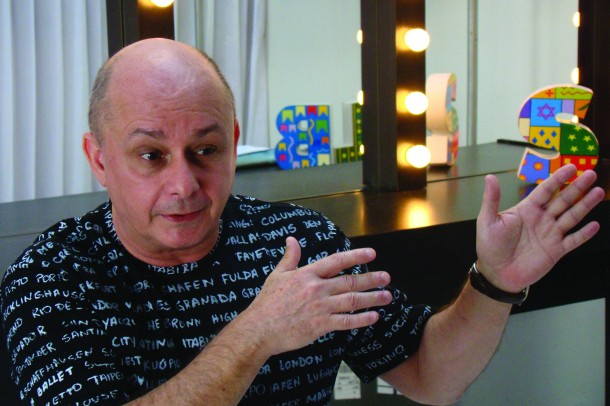
Rodrigo Pederneiras em 2012

Rodrigo Pederneiras (Belo Horizonte, 1955) é um bailarino e coreógrafo brasileiro.
Trabalhou com professores e coreógrafos como Oscar Araiz, Isabel Santa Rosa, Hugo Travers, Ilse Wiedmann, Aldo Lutufo, Freddy Romero, Tatiana Leskova, Gustavo Mollajoli, Hector Zaraspe e Jane Blauth. Entre 1976 e 1980 atuou como bailarino do Grupo Corpo. Em 1978, criou Cantares para esta mesma companhia, de que viria a assumir o cargo de coreógrafo residente.
Rodrigo tem seu trabalho hoje reconhecido nacional e internacionalmente. Já coreografou para o balé do Theatro Municipal do Rio de Janeiro, do Teatro Guaíra, para o Balé da Cidade de São Paulo e para a Companhia de Dança de Minas Gerais. Fora do Brasil, coreografou para a companhia da Deutsche Oper Berlin (Alemanha), Gulbenkian (Portugal), Les Ballets Jazz de Montréal (Canadá), Stadttheater Saint Gallen (Suíça) e Opéra du Rhin (França).